# Aeródromo Franco Bianco
El Aeródromo Franco Bianco (OACI: SCSB) es un terminal aéreo ubicado al noroeste de la localidad de Cerro Sombrero, Provincia de Tierra del Fuego, Región de Magallanes, Chile. Es de propiedad pública.